# Stomacoccus capsulatus
Stomacoccus capsulatus är en insektsart som beskrevs av Ferris 1941. Stomacoccus capsulatus ingår i släktet Stomacoccus och familjen pärlsköldlöss. Inga underarter finns listade i Catalogue of Life.